# Commodore 1530

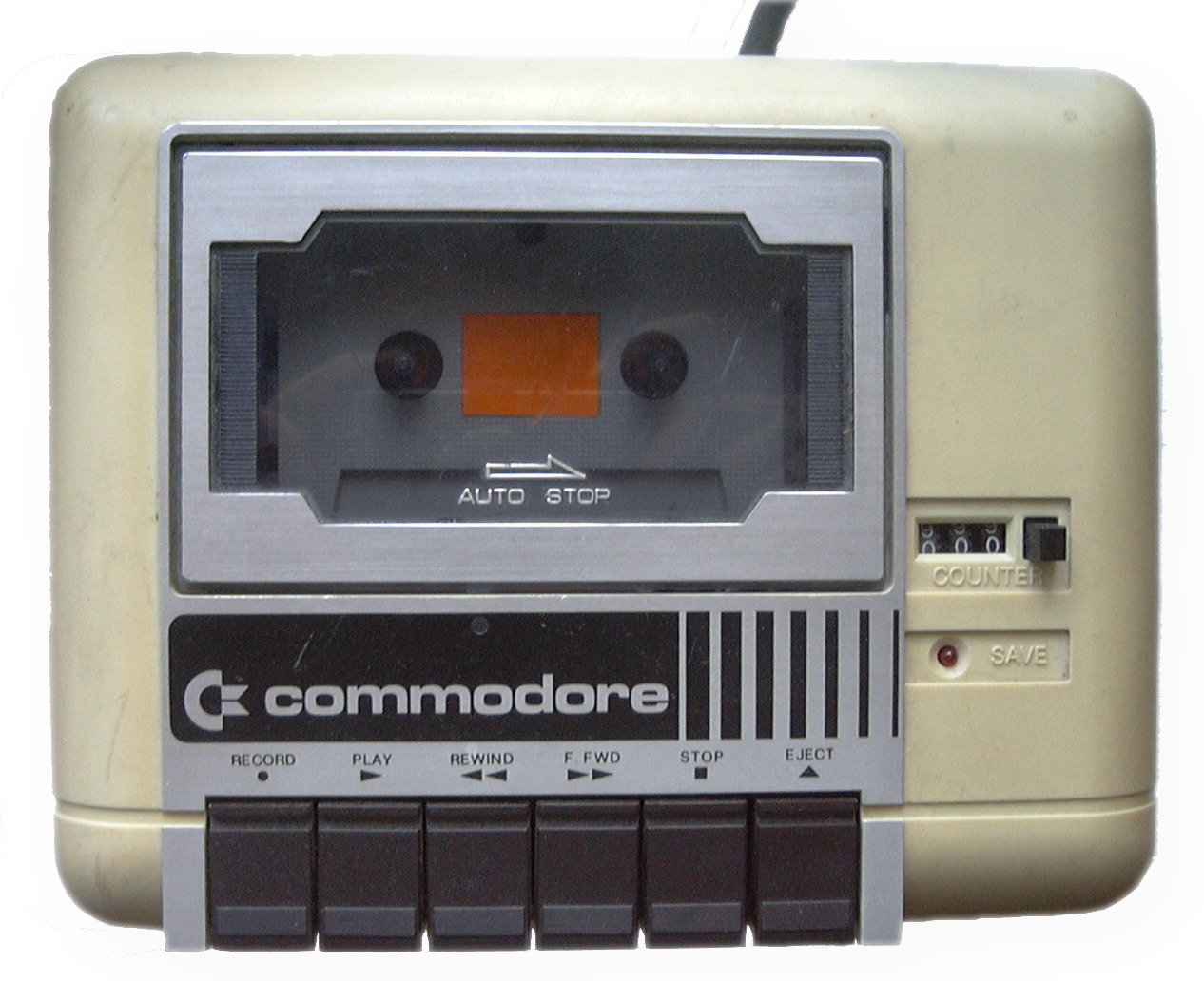
Magnetofon Commodore 1530 (Datassette)

Commodore 1530 (Datassette) – magnetofon kasetowy przeznaczony dla 8-bitowych komputerów domowych firmy Commodore International, umożliwiający dostęp do tańszego (w porównaniu do dyskietek) nośnika danych, jakim była taśma magnetyczna.
Szybkość transmisji danych z/na nośnik wynosiła około 300 b/s. Powstanie specjalnego trybu TURBO pozwalało zwiększyć transmisję do 4800 b/s, czyli na jednej dwustronnej taśmie C60, umożliwiającej wykonanie godzinnego nagrania audio, można było zmieścić około 2 MB danych. Jednak tryb TURBO był dostępny dopiero po załadowaniu do pamięci odpowiedniego programu z kasety magnetofonowej w trybie standardowym albo z modułu rozszerzeń tzw. kartridża.